# Taraxacum remanentilobum
Taraxacum remanentilobum — вид квіткових рослин з родини айстрових (Asteraceae). Вид зростає в Європі: Данія, Франція, Німеччина, Велика Британія, Польща; це багаторічна рослина помірних біомів.